# Cantone di Remiremont
Il Cantone di Remiremont è una divisione amministrativa dell'arrondissement di Épinal.
A seguito della riforma complessiva dei cantoni del 2014 è passato da 16 a 9 comuni.

## Composizione
Prima della riforma del 2014 comprendeva i comuni di:
- Cleurie
- Dommartin-lès-Remiremont
- Éloyes
- Faucompierre
- La Forge
- Jarménil
- Pouxeux
- Raon-aux-Bois
- Remiremont
- Saint-Amé
- Saint-Étienne-lès-Remiremont
- Saint-Nabord
- Le Syndicat
- Tendon
- Le Tholy
- Vecoux

Dal 2015 comprende i comuni di:
- Cleurie
- Éloyes
- Jarménil
- Pouxeux
- Raon-aux-Bois
- Remiremont
- Saint-Amé
- Saint-Étienne-lès-Remiremont
- Saint-Nabord